# Seamless branching
Le seamless branching (traduit aiguillage automatique par le Bureau de la traduction) est un procédé utilisé sur les supports numériques DVD ou Blu-Ray, et permettant de proposer au spectateur différentes versions d'un contenu vidéo sans manipulation spéciale de sa part. Par exemple, le choix entre une version courte ou longue (Director's cut par exemple) d'un film, se fait par le spectateur au menu et ensuite le support va, de manière transparente jouer le même film, puis sauter ou rajouter les scènes selon la version choisie, sans que le spectateur ait de coupure. Des films comme Le Roi lion ou Abyss proposent ce procédé.
Le terme est aussi utilisé pour un autre technique qui permet de proposer, pour des scènes contenant des textes dans une langue, une traduction en temps réel dans la langue que le spectateur aura sélectionné au lancement de la vidéo. Par exemple, une scène avec un plan montrant une affiche sur un mur avec du texte dans une langue, sera remplacé, sans que le spectateur s'en rende compte, par le même plan avec l'affiche dont le texte est traduit dans la langue du spectateur. Ceci est rendu possible bien sûr, si l'éditeur du film a préalablement créé ces images avec les traductions adéquates.